# 安托万·杜邦
安托万·杜邦（法語：Antoine Dupont，1996年11月15日—），法国男子橄榄球运动员。他曾代表法国七人制国家队参加2024年夏季奥林匹克运动会七人制橄榄球比赛，获得一枚金牌。

## 外部連結
- Antoine Dupont （页面存档备份，存于） at France Rugby
- Antoine Dupont （页面存档备份，存于） at EPCR
- Antoine Dupont at All.Rugby
- 安托万·杜邦 at ESPNscrum
- 安托万·杜邦 at ItsRugby.co.uk